# Banco de Compensações Internacionais

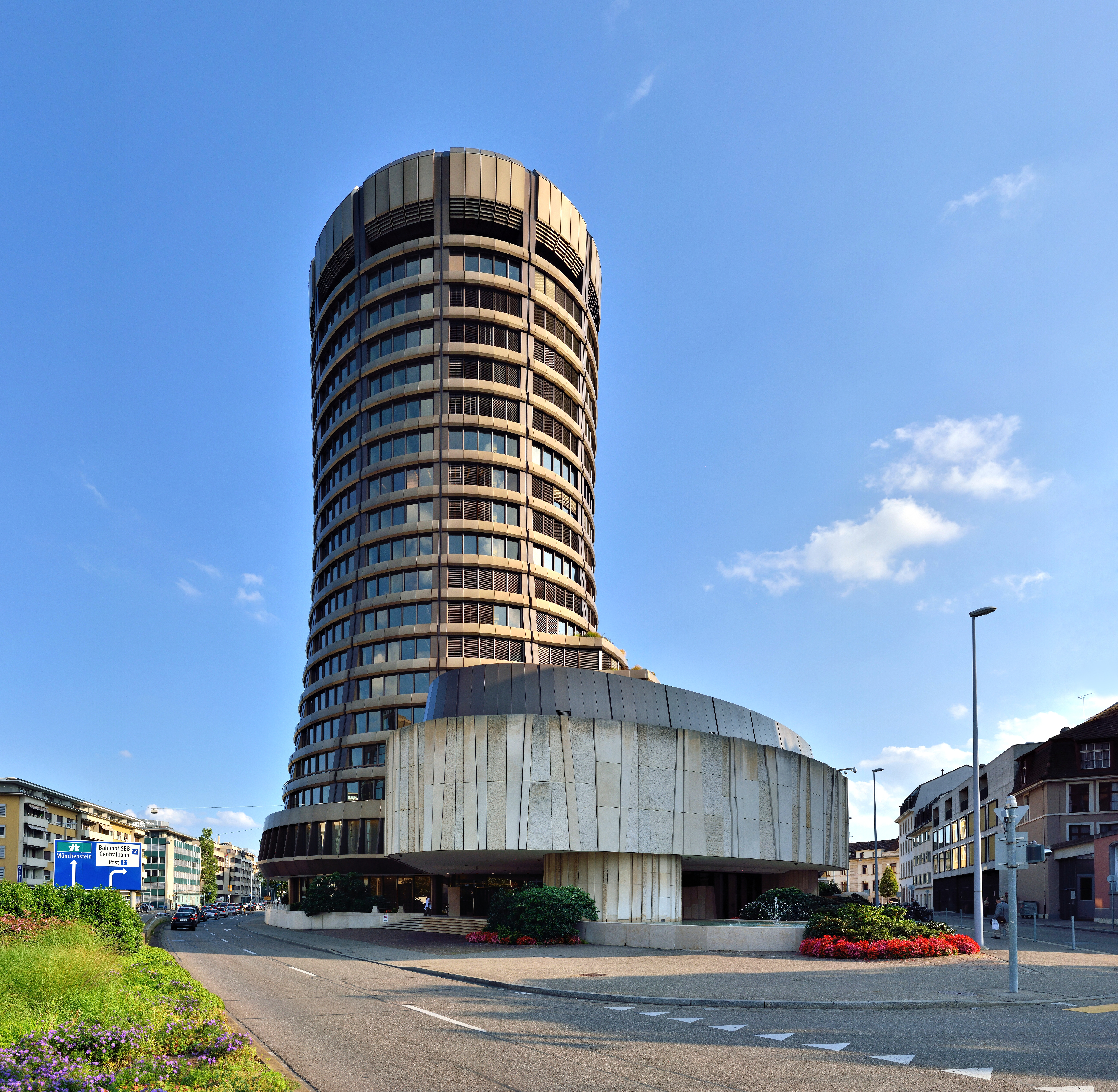
Sede do BIS

O Banco de Compensações Internacionais ou Banco de Pagamentos Internacionais (em inglês: Bank for International Settlements) é uma organização internacional responsável pela supervisão bancária. Visa a "promover a cooperação entre os bancos centrais e outras agências na busca de estabilidade monetária e financeira". Sediado em Basileia, na Suíça, reúne 55 bancos centrais de todo o mundo.
Visa à promoção da cooperação monetária e financeira internacional. Considerado “o banco dos bancos centrais”, constitui um fórum privilegiado para discussão ao mais alto nível de questões relativas ao sistema financeiro internacional e ao papel dos bancos centrais.
O BIS organiza reuniões periódicas entre os altos funcionários de seus membros, para discussões sobre a economia mundial, a política monetária e o sistema financeiro. Além disso, há encontros frequentes entre técnicos, onde são tratadas questões mais operacionais, como questões judiciais, gestão de reservas, TI, auditoria interna e cooperação técnica.
O BIS é responsável pela publicação de estatísticas e relatórios sobre os bancos centrais e o sistema financeiro mundial. Essas publicações são apresentadas em workshops e seminários em que também são oferecidas formações. Em sua sede, abrigam-se os secretariados de comitês como o Comitê dos Mercados, o Comitê do Sistema Financeiro Global e o Comitê de Basileia, fundados pelo G-10, em 1962, 1971 e 1974, respectivamente.
O banco possui ainda escritórios em Hong Kong e Cidade do México, onde também oferece uma série de serviços aos seus mais de 140 clientes.

## Membros
São membros do Banco Internacional de Compensações os bancos centrais dos seguintes países.

Membros do BIS

| África - África do Sul - Argélia Ásia - Arábia Saudita - China - Coreia do Sul - Filipinas - Hong Kong - Índia - Indonésia - Israel - Japão - Malásia - Singapura - Tailândia - Turquia América do Sul - Argentina - Brasil - Chile | América do Norte - Canadá - México - Estados Unidos Oceânia - Austrália - Nova Zelândia Europa - Alemanha - Áustria - Bélgica - Bósnia e Herzegovina - Bulgária - Croácia - Dinamarca - Eslováquia - Eslovênia - Espanha - Estónia - Finlândia - França | - Grécia - Hungria - Irlanda - Islândia - Itália - Letônia - Lituânia - Macedônia do Norte - Noruega - Países Baixos - Polónia - Portugal - Reino Unido - Chéquia - Roménia - Rússia - Sérvia e Montenegro - Suécia - Suíça - União Europeia |  |